# Lobbe

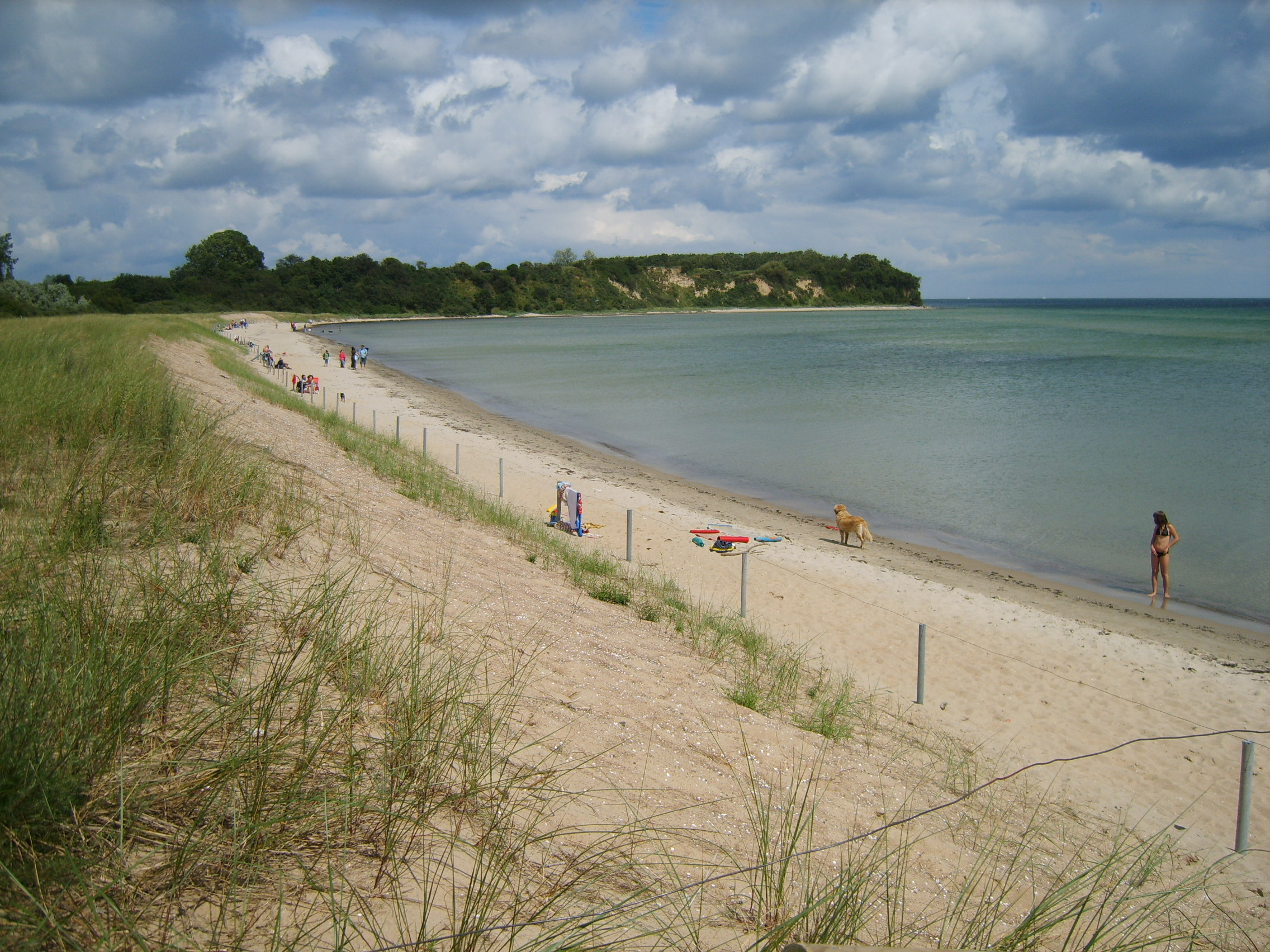
Strand von Lobbe mit Blick zum Lobber Ort 2007

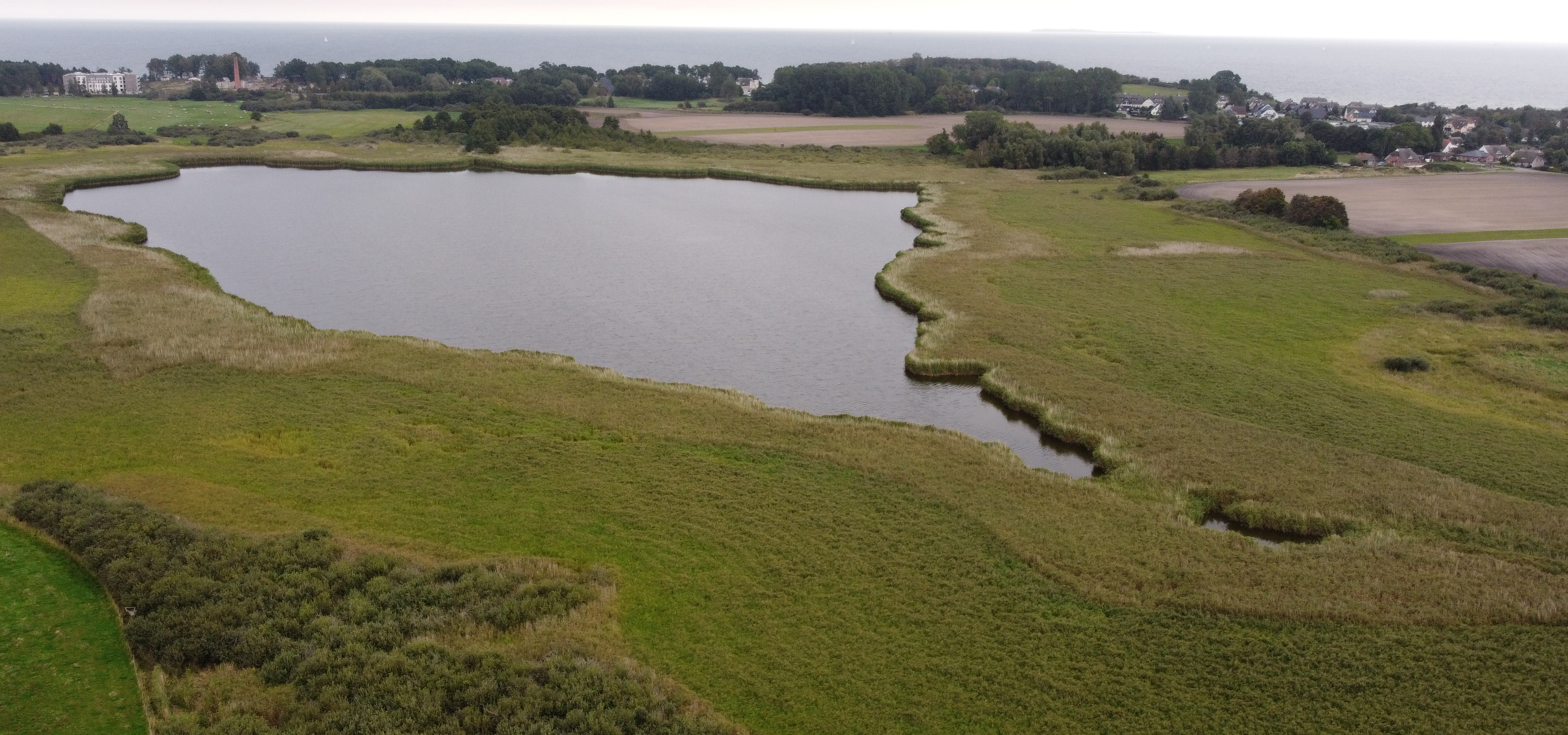
Großer Lobber See

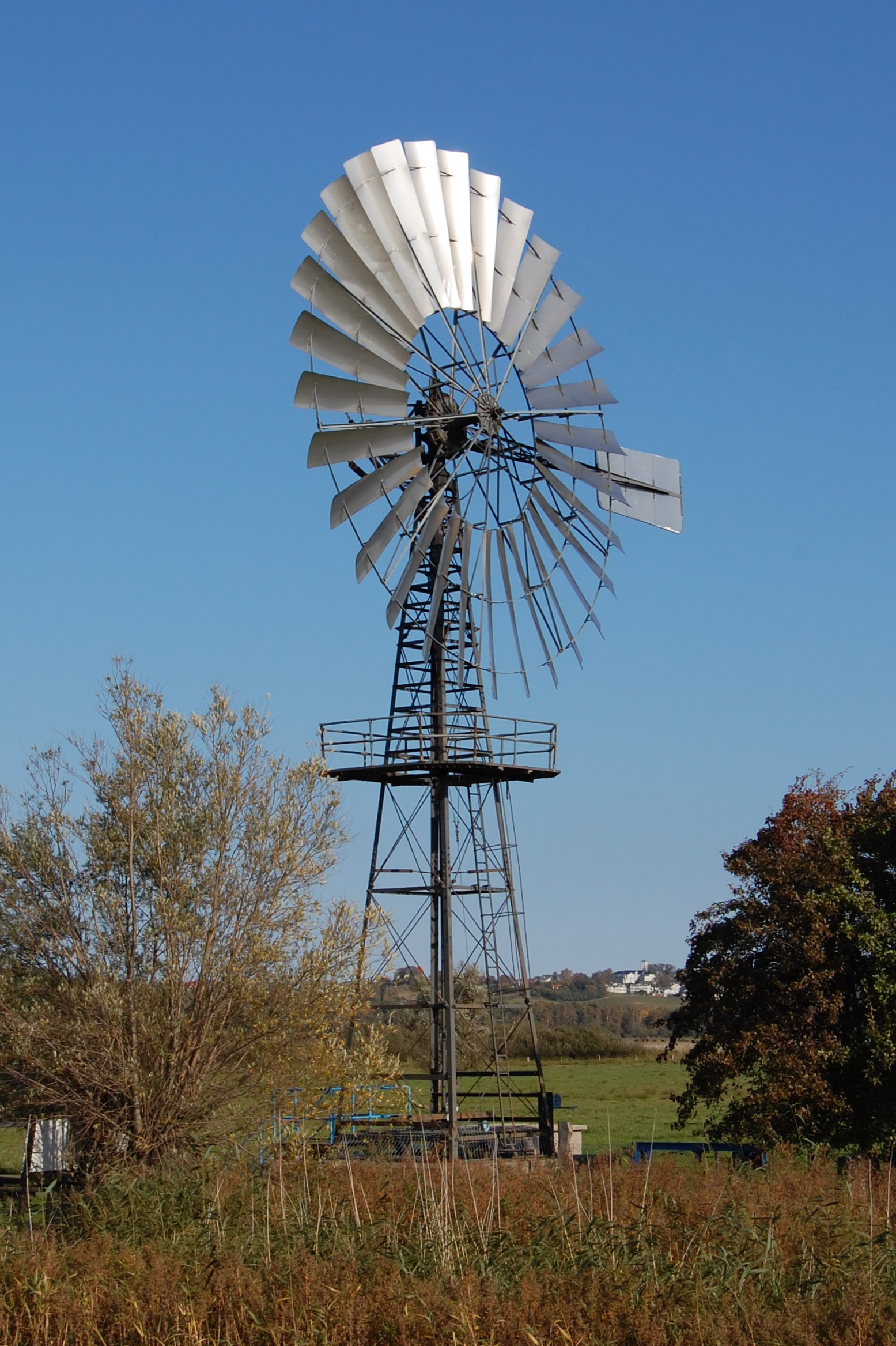
Windschöpfwerk Lobbe

Lobbe ist ein zur Gemeinde Mönchgut gehörendes Dorf auf der im Südosten der Ostseeinsel Rügen gelegenen Halbinsel Mönchgut. Zuvor war Lobbe Teil der Gemeinde Middelhagen.
Das Dorf liegt südöstlich von Middelhagen an der Landstraße 292 in Richtung Thiessow im Biosphärenreservat Südost-Rügen. Östlich von Lobbe erstreckt sich die Ostsee. Am Ufer befindet sich als Kap der Lobber Ort, vor dem als Findling der Fritz-Worm-Stein im Wasser liegt. Nur etwas westlich des Dorfs erstreckt sich die zum Greifswalder Bodden gehörende Hagensche Wiek. Nördlich der Ortslage befindet sich der von deutlichen Verlandungstendenzen betroffene Große Lobber See. Noch weiter nördlich lag der bereits verlandete Kleine Lobber See. Markant ist das nordwestlich gelegene technische Denkmal Windschöpfwerk Lobbe.
Nördlich von Lobbe und dem Lobber Ort befand sich ein einen Kilometer langes schwedisches Feldwerk gegen eine Küstenanlandung der Preußen. Die Schanzen auf Rügen sind in der Schwedenzeit entstanden. Mehrere Kriege, vom 30-jährigen bis zum Nordischen und der napoleonischen Invasion, sowie mehreren Auseinandersetzungen zwischen Brandenburg/Preußen und Schweden (1675–79, 1759 usw.) haben die Verteidigungslandschaft Rügens geprägt. Da sie aber nur als Wälle, mit Faschinen verstärkt, angelegt wurden, verfielen sie langsam durch Erosion und Überbauung und sind heute nicht mehr ohne weiteres sichtbar.
Südlich von Lobbe befindet sich ein größerer Campingplatz. An der gleichen Stelle befand sich 1807 das Lager der Landungstruppen aus England zur Unterstützung Schwedens im Kampf gegen Napoleon.
Ein Teil der Deichanlagen von Lobbe verläuft mit einem gut ausgebauten Radweg am Windschöpfwerk vorbei nach Middelhagen.
Zu DDR-Zeiten errichtete und unterhielt ein volkseigenes Wohnungsbaukombinat (WBK) ein Betriebs-Ferienlager für die Kinder seiner Betriebsangehörigen, das seit 1990 dem Verfall preisgegeben ist.
In der Vergangenheit lebten die Bewohner des Orts im Wesentlichen vom Fischfang. Heute dominiert jedoch der Tourismus. Im Ort bestehen diverse Gastronomie- und Beherbergungsbetriebe.
In einer Fischerhütte in Lobbe traf am 2. November 1990 die sich damals um ein Bundestagsdirektmandat bewerbende Angela Merkel auf mehrere Lobber Fischer. Eine Fotografie dieses Treffens wurde später als typisches Motiv für die ersten politischen Schritte der späteren Bundeskanzlerin bekannt. 2009 wurde das Treffen in der gleichen Hütte wiederholt, wobei jedoch keiner der Fischer mehr seinem ursprünglichen Beruf nachging. Mittlerweile ist die Hütte abgerissen.